# 国家資本主義
国家資本主義（こっかしほんしゅぎ、英：state capitalism）とは、学者や立場によって異なった色々な意味で使用されているが、通常は国家が資本主義に介入し管理するもの（修正資本主義）、国家が資本主義を推進するもの（開発独裁など）などを指す。1896年にヴィルヘルム・リープクネヒトが最初に述べ、特にウラジーミル・レーニンがネップの正当化などに積極的に用いたことで知られる。

## 起源と初期の概念

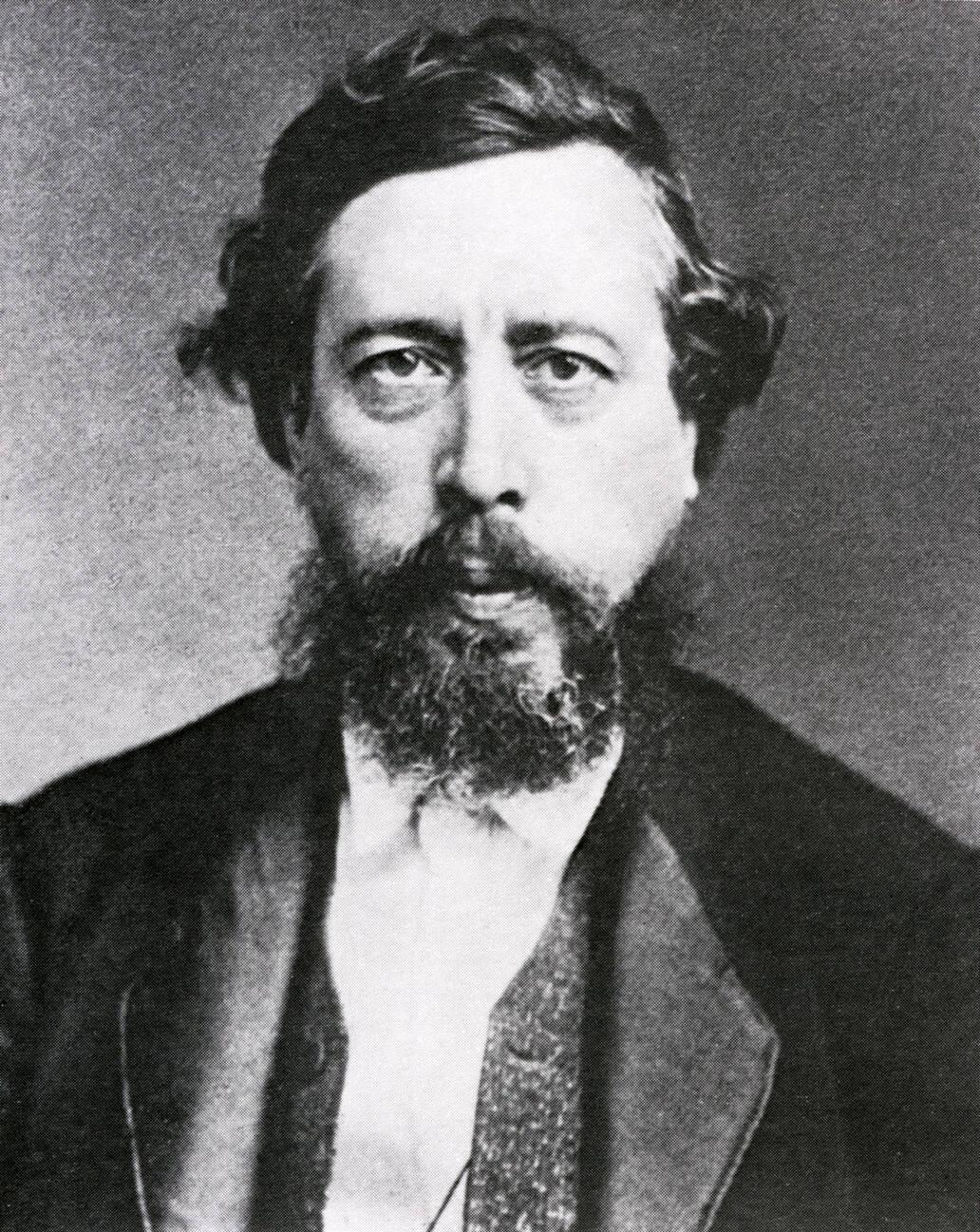
ヴィルヘルム・リープクネヒト - "Nobody has combatted State Socialism more than we German Socialists"（我々ドイツ社会主義者よりも国家社会主義と戦っている者はいない）

この用語は19世紀末の社会主義運動の時代に使われた。ヴィルヘルム・リープクネヒトは1896年に「我々ドイツ社会主義者よりも国家社会主義と戦っている者はいない。わたし以上に明確に叫ぶ者はいない、国家社会主義は明らかに国家資本主義であると！」とさけんだ。
国家資本主義の概念はミハイル・バクーニンの主張にもさかのぼる。それはマルクス主義的社会主義が各国で高まっていた第一インターナショナルの時代であり、Jan Waclav MachajskiはThe Intellectual Worker (1905)の中で、社会主義は労働者階級の直接運動であり、知識階級の支配をもたらす国家資本主義に終止符を打つと主張した。
アナキストらは、国家社会主義と国家資本主義と同じであり、どちらも抑圧者であり、単に私的資本家から国家に雇用者が変わっただけだと主張していた。

## 国家による資本主義への介入
1929年からの世界恐慌により、自由放任型の自由市場経済には限界があると考えられ、各種の混合経済的な政策や体制が進められた。
アメリカではニューディール政策など、国家や政府が資本主義に介入して有効需要の創出や需給管理が進められた（ケインズ主義）。
ファシスト・イタリアでは政府・ファシスト党主導のもとに財界・労働組合・農民などが協調し、統制経済政策が進められた（コーポラティズム）。
第二次世界大戦後の西ヨーロッパの社会的市場経済、特に北欧では政党・財界・労働組合・農民など、一元化された各利益代表の協調によるネオ・コーポラティズムが発達した。戦後日本の規制政策（北欧のようなコーポラティズムよりも多元的な傾向が強い）なども含めて呼ばれる事もある（比喩的に日本型社会主義とも呼ばれることもある）。

## 国家による資本主義の推進
18世紀以降の啓蒙専制主義や日本の明治維新や戦後の「日本株式会社」、20世紀以降の開発独裁などは、国家が自由主義や資本主義を含めた近代化を推進した。ただし政治上の自由は厳しく制限した場合が多い。多くの国では一定の経済発展を成し遂げると民主化を進めていったが､権力者による私物化や汚職が長期間行われた場合は､近代化プロセスが破綻しクーデターや権力者の国外追放といった結末に結びつくことが多かった。
現代においても、鄧小平時代後の中華人民共和国の改革開放、ベトナム社会主義共和国のドイモイ路線、シンガポールの人民行動党政権、プーチン政権のロシア（政権によるオリガルヒ統制）などが国家資本主義と呼ばれることがある。日本の安倍晋三元首相は新興国の経済政策を国家資本主義と呼んでいる。

### 中華人民共和国
多くのアナリストは、中華人民共和国は21世紀における国家資本主義国家の代表格であるとしている。例えば、臨時憲法である中国人民政治協商会議共同綱領第31条には「必要かつ可能な条件のもとで、私的資本が国家資本主義の方向に発展するよう、奨励すべきである」とある。政治科学者イアン・ブレマーは著書The End of the Free Market: Who Wins the War Between States and Corporations『自由市場の終焉――国家資本主義とどう闘うか』において、社会主義市場経済を掲げる中国は2008年の世界金融危機以降、先進国の自由市場経済に対抗する国家資本主義を推進する中心的国家であると述べている。また、ブレマーやジェフ・ダイヤー、ジョン・アバロンなどはレーニンが自らの市場経済化政策を国家資本主義と名づけていたことから「市場レーニン主義」とも呼んでいる。2018年からの米中貿易戦争の際は中国の国家資本主義がアメリカの自由市場経済体制と対立している原因であるとスティーブン・バノンらが主張した。
他方、日本のマルクス経済学者の大西広も、現在の中国社会の性格は社会主義ではなく国家資本主義であるとしている。ただし大西は中国共産党の統治や社会主義概念には肯定的で、中国の現在の国家資本主義は社会主義に向かう資本主義であるとしている。

### シンガポール
シンガポールの経済モデルは国家資本主義の形態であり、国家が政府関連企業の支配株式を持っており、ソブリン・ウエルス・ファンドを通じて直接投資を行っているとの論がある。

## 共産主義の用法
共産主義者による用法は、複数の立場が存在する。
マルクス・レーニン主義の帝国主義論では、資本主義は延命のために自由主義を捨てて独占資本主義、更に国家独占資本主義に変質し、植民地獲得競争のため帝国主義戦争を行うとする。
以上に対し、反レーニン主義を掲げてソビエト連邦などを批判する無政府主義や反スターリン主義・反社会帝国主義を掲げて同じくソビエト連邦を批判してきた新左翼主義、ソビエト連邦などが自国民を抑圧してきた数々の歴史的事実・情報について誰にでも知れ渡っている自由主義社会・議会制民主主義社会の中で中道寄りの思想に軟化していた西欧型社会主義・中道左翼主義・左翼共産主義の立場からは、既存の社会主義国を「実態は社会主義ではなく資本主義である」と批判する用語として「国家資本主義」を使用している。
第四インターナショナルの国際社会主義潮流は、ソビエト連邦を「国家社会主義」と規定している。
労働の解放をめざす労働者党は、ソビエト社会主義共和国連邦や中華人民共和国などを「国家資本主義」と規定している。「1917年のロシア革命、1949年の中国革命は、プロレタリアートの革命の刻印を強く押されていたとはいえ（とりわけロシア革命）、全体としては“労農”革命すなわち急進的ブルジョア革命であり、その限界を越えることができず、その結果、これらの国家は国家資本主義の道を歩むことになった。」「国家資本主義の本質的特徴は、資本の国家資本としての存在である。」（労働の解放をめざす労働者党綱領　第二章　現代の資本主義――独占資本主義、国家資本主義（ソ連、中国の社会経済体制）、国家独占資本主義　第四項）
なお、現在は労働の解放をめざす労働者党の出版社である全国社研から1972年に、「現代『社会主義』体制論」として「スターリン体制から『自由化』へ―国家資本主義の内的『進化』のあとづけ―」が出版され、労働の解放をめざす労働者党の主張の基礎になっている。1998年には国家資本主義としてのソ連・東欧を解明した、鈴木研一著の『破産した現代“社会主義”』も出版されている。